# Cine Liceo
El cine Liceo fue una sala de exhibición cinematográfica ubicada en el barrio de Sants de Barcelona. Funcionó desde los años 1910 hasta su cierre en 1989.
El edificio que albergó el cine desde 1956, sito en la calle de Sants, 88-96, se conserva catalogado como Bien Cultural de Interés Local (BCIL) en el Inventario del Patrimonio Arquitectónico de Cataluña, con el código 08019/1668.

## Historia
El año de apertura de la sala es incierto; algunos historiadores lo sitúan alrededor de 1914. Impulsada por Anicet Vella, posteriormente pasó a manos del distribuidor y exhibidor Josep Gurguí. Este primitivo cine Liceo contaba con un bar y una sala de billar, donde nació en 1930 el Club de Billar Sants, uno de los más laureados de España, con figuras como Joaquín Domingo.
En los años del franquismo el cine Liceo pasó a formar parte de la empresa Las Arenas —de Cayetano Hidalgo, Joan Estrada y Francisco Ariza— que controlaba un circuito de cines de barrio en Sants, incluyendo el Arenas, el Albéniz, el Alborada y el Gayarre. En 1956 el primitivo edificio de planta baja y piso fue derribado y reemplazado por el actual, de tres alturas, obra del arquitecto Antoni de Moragas i Gallisà. La nueva sala tenía capacidad para 1300 espectadores, repartidos entre la platea y el primer piso. En los últimos años la propiedad del cine Liceo pasó a los empresarios Pere Balañá, Pituca Azcona y Trovica SA. Tras una pérdida progresiva de espectadores, cerró sus puertas el 2 de julio de 1989.
A mediados de los años 1990 existió un proyecto para recuperar el cine como multisalas, que no prosperó. Finalmente el edificio fue recuperado por otros negocios: un establecimiento comercial ocupa la platea, el vestíbulo y el bar (espacios ahora unidos) y una academia de baile ocupa el resto, conservando las gradas del primer piso. A consecuencia de estos nuevos usos, en 1997 el Club Billar Sants tuvo que trasladar su sede al Casinet de Hostafrancs.

## Arquitectura
El edificio se levanta en la calle de Sants, junto a la plaza de Sants y justo enfrente de las Cocheras de Sants. Es obra del arquitecto Antoni de Moragas i Gallisà y se sitúa dentro del movimiento neoracionalista.
La finca consta de planta baja, tres pisos y sótano. La planta baja se presenta como un gran escaparate, con un porche con columnas forradas de baldosines negros. La fachada en los pisos superiores se compone de grandes ventanales, con un juego de volúmenes. El interior del antiguo cine ha sido modificado para adaptarlo a los nuevos usos comerciales.